# Tempel der Sibylle (Tivoli)

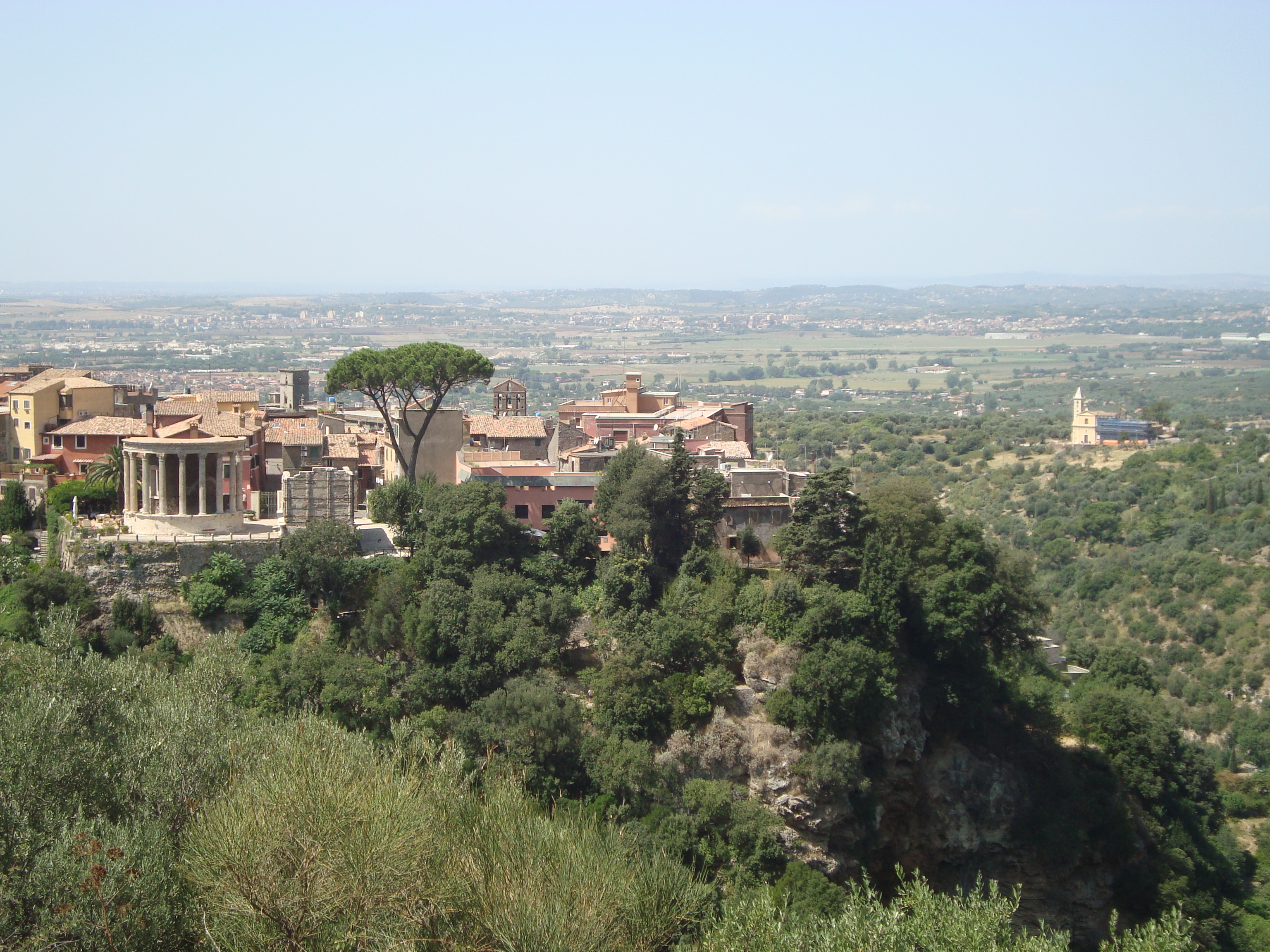
Tempel der Sibylle rechts neben dem Tempel der Vesta auf der ehemaligen Akropolis von Tibur

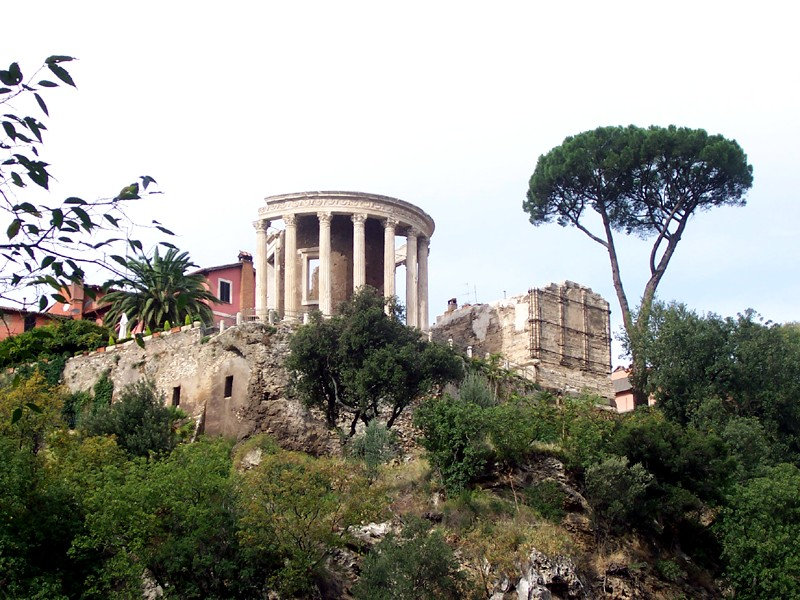
Tempel der Sibylle (rechts) neben dem Tempel der Vesta

Der sogenannte Tempel der Sibylle ist ein römischer Tempel in Tivoli, dem antiken Tibur, in der Metropolitanstadt Rom, der sich neben dem sogenannten Tempel der Vesta befindet.

## Geschichte
Der Tempel wurde im 2. Jahrhundert v. Chr. auf der Akropolis des antiken Tibur erbaut.
Im Mittelalter wurde im Inneren des Tempels eine Kirche eingerichtet, die dem Heiligen Georg geweiht war und 978 n. Chr. erstmals erwähnt wurde.
Die Fresken der Kirche, die bis zum Beginn des 20. Jahrhunderts zu sehen waren, sind verschwunden.

## Zuweisung
Traditionell wird der Tempel der Sibylle Albunea zugewiesen, da in antiken Quellen, zum Beispiel bei Horaz, ihr Heiligtum im Bereich des Anienetals erwähnt wird. Tatsächlich ist jedoch nicht gesichert welcher Gottheit er tatsächlich geweiht war. Vorgeschlagen werden auch Tiburnus, Namensgeber und Sohn des Gründers der Stadt Catillus, oder Herkules.

## Bau
Der in westlicher Richtung orientierte Tempel wurde auf einer Unterkonstruktion aus Tuffsteinquadern errichtet, die das Plateau der Akropolis erweiterte. Diese Unterkonstruktion ist noch heute unterhalb der Tempelruine in Richtung der Villa Gregoriana zu sehen. Es handelt sich bei dem Tempel um einen Pseudoperipteros, vergleichbar dem Tempel des Portunus in Rom. Seine Ausmaße sind 15,90 Meter zu 9,15 Meter. Er steht auf einem 1,76 Meter hohen Podium aus Travertin, das mit einer Freitreppe auf der Westseite erreichbar war. Von den ursprünglich vier Säulen der Frontseite sind zwei, allerdings ohne Kapitell, erhalten. Es handelte sich dabei um Säulen Ionischer Ordnung, wie sich aus dem erhaltenen Abakus einer der Drittelsäulen erschließt. Entlang der Seitenwände der Cella befanden sich je fünf Drittelsäulen, an deren Rückwand zwei weitere. Die Wand der Eingangsseite der Cella ist verloren. Das Innere war mit Malerei und Stuck geschmückt, die ebenfalls verloren sind.

## Fotogalerie

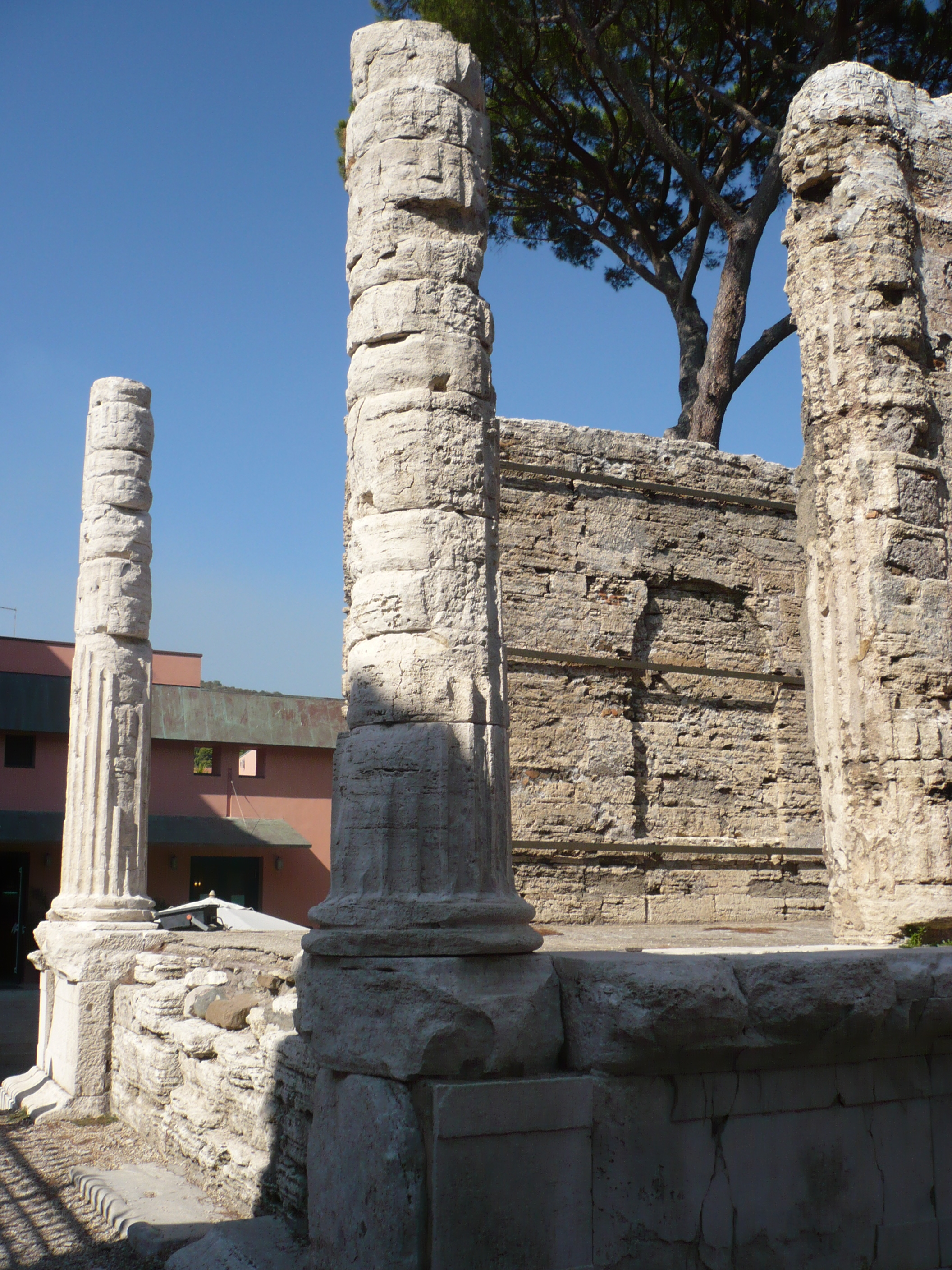
Frontsäulen
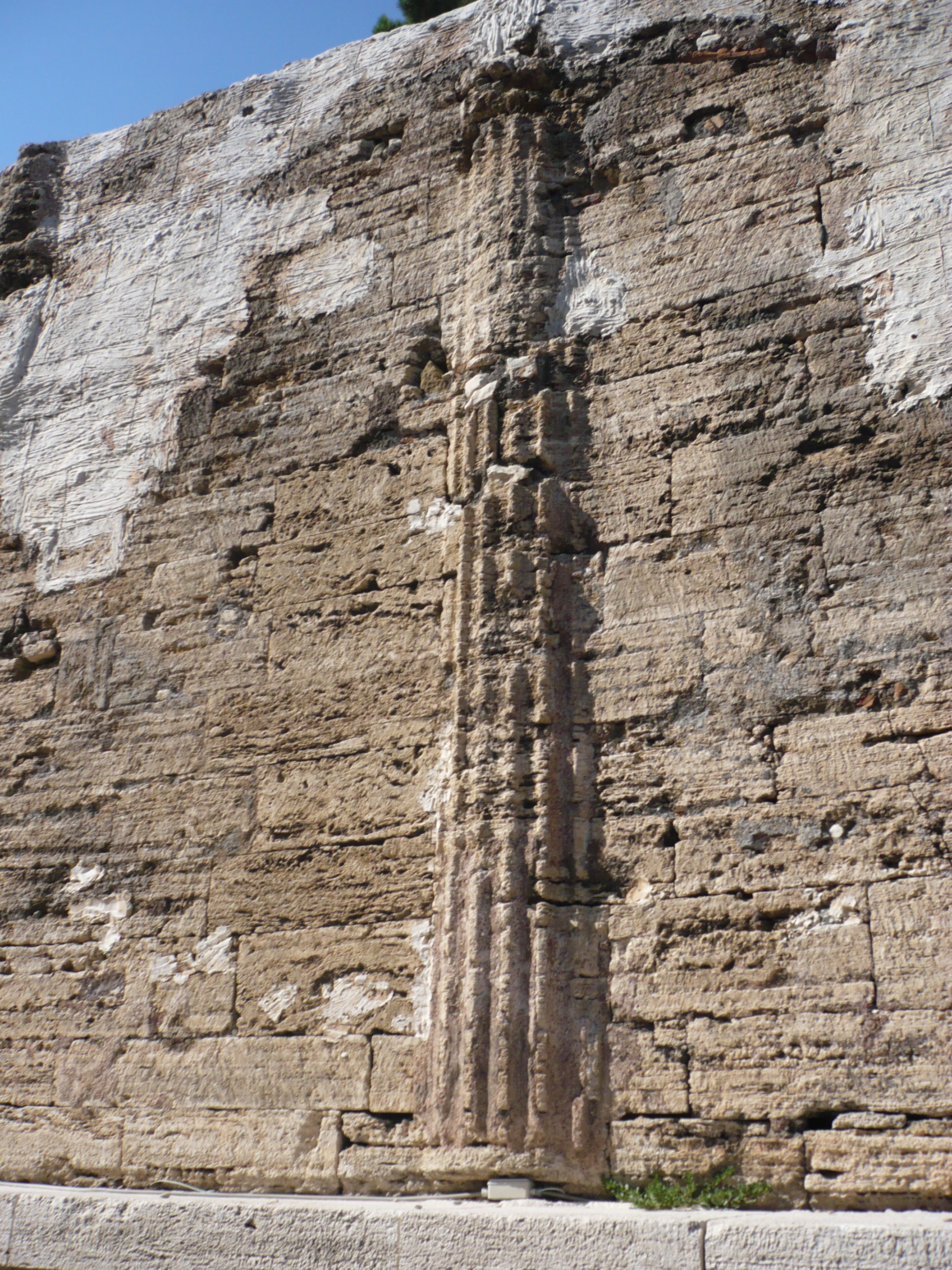
Halbsäule an der Cellawand
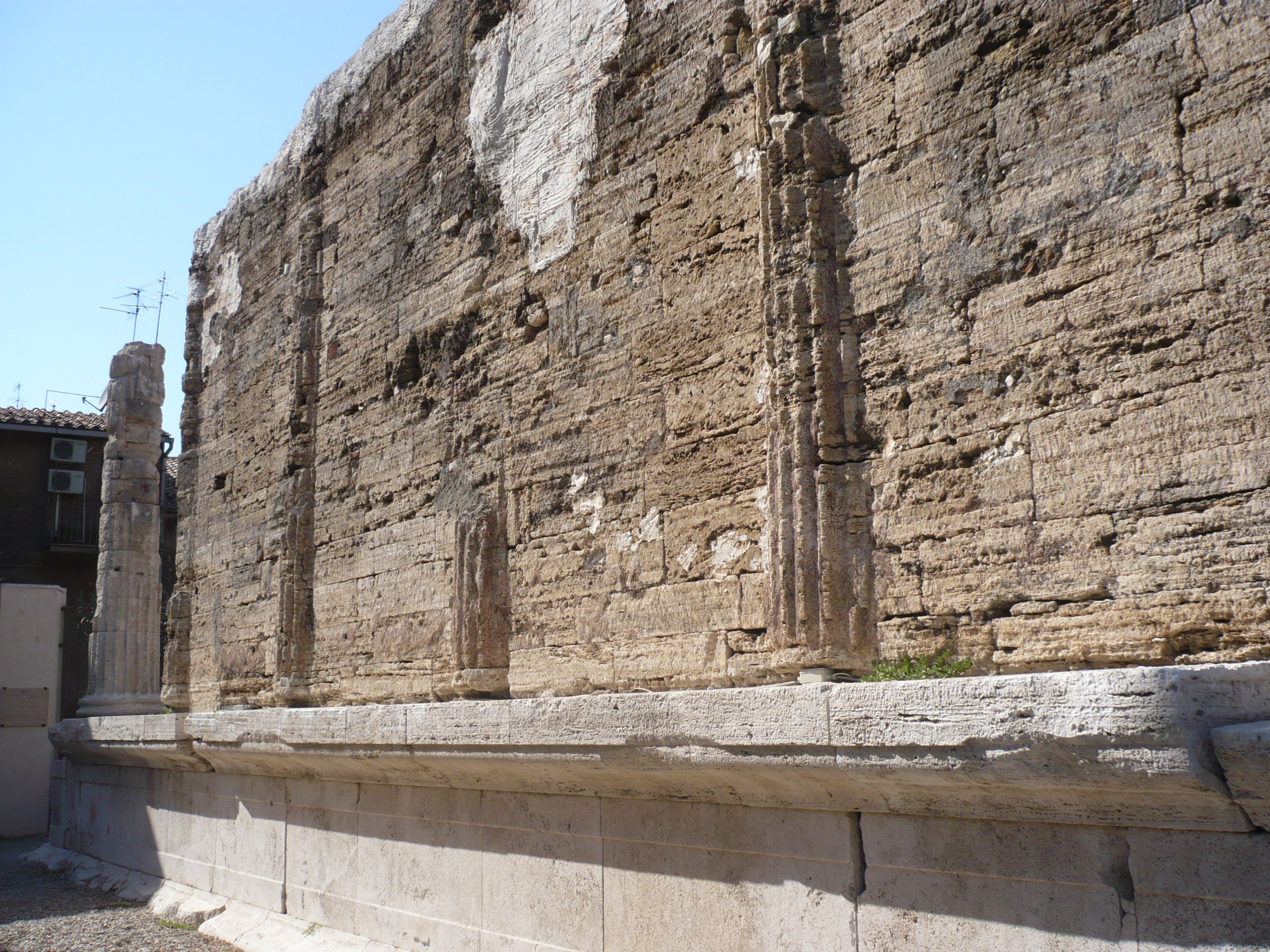
Halbsäulen an der rechten Cellawand
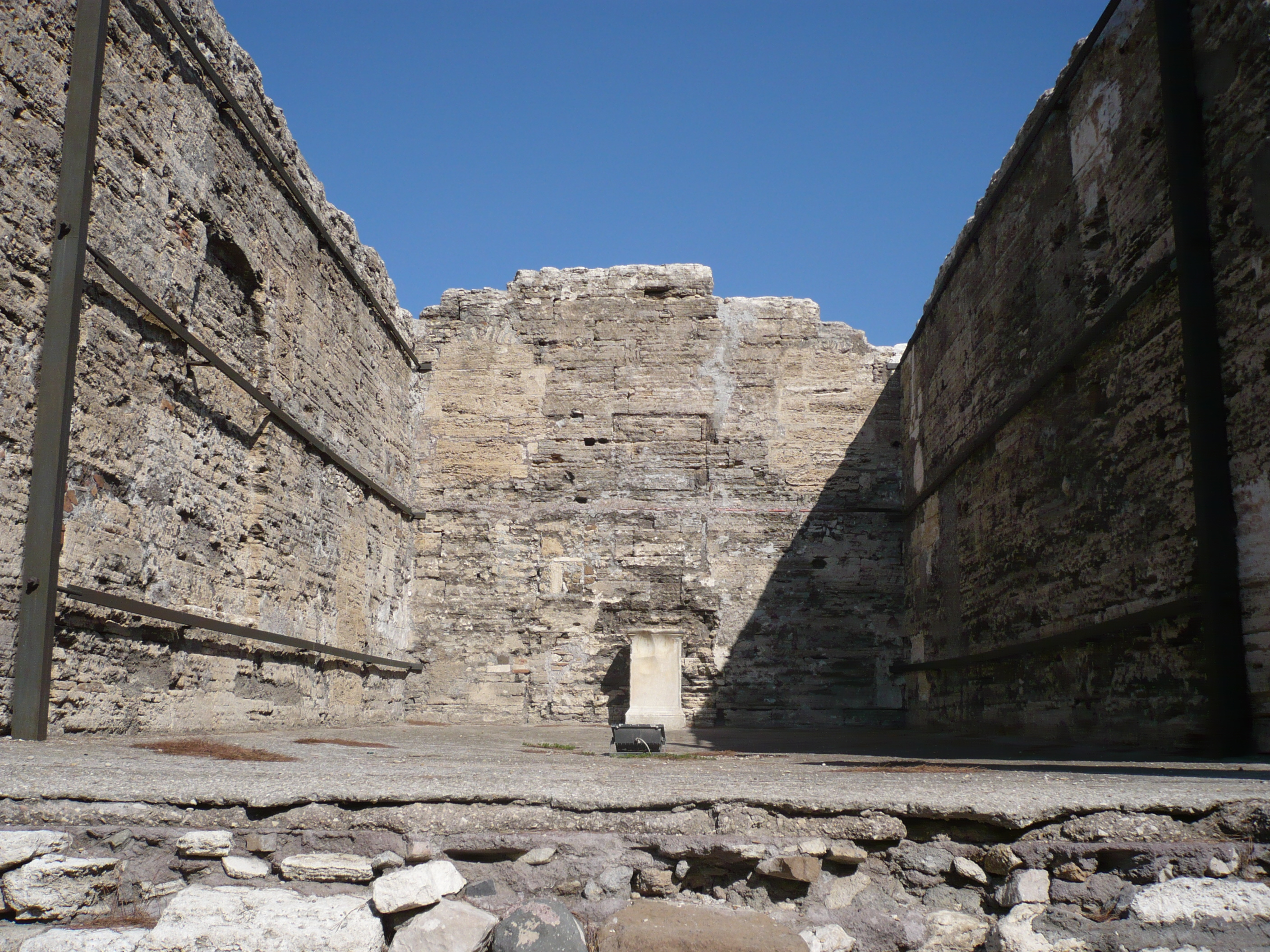
Inneres der Cella
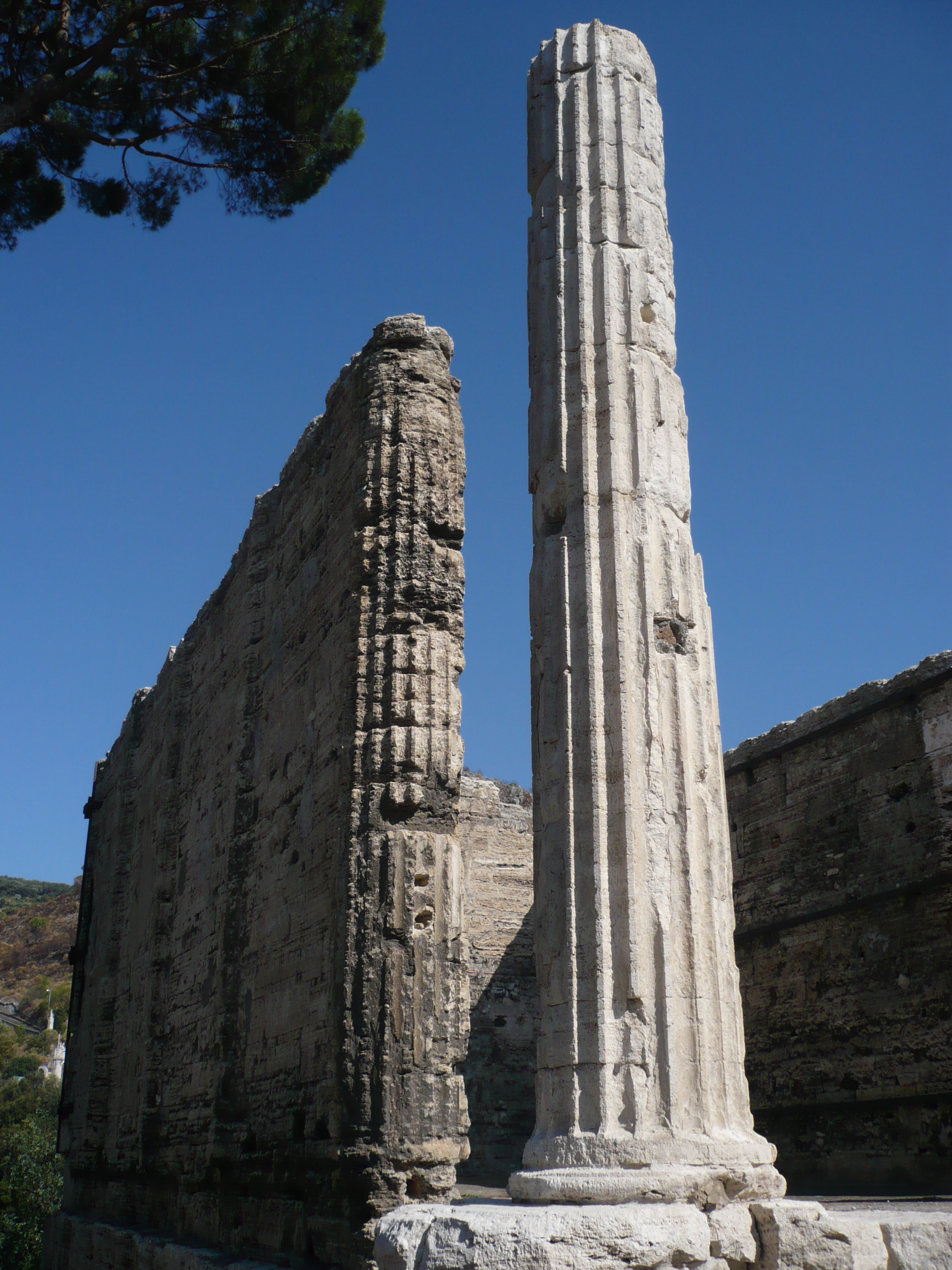
Säule vor der Cella
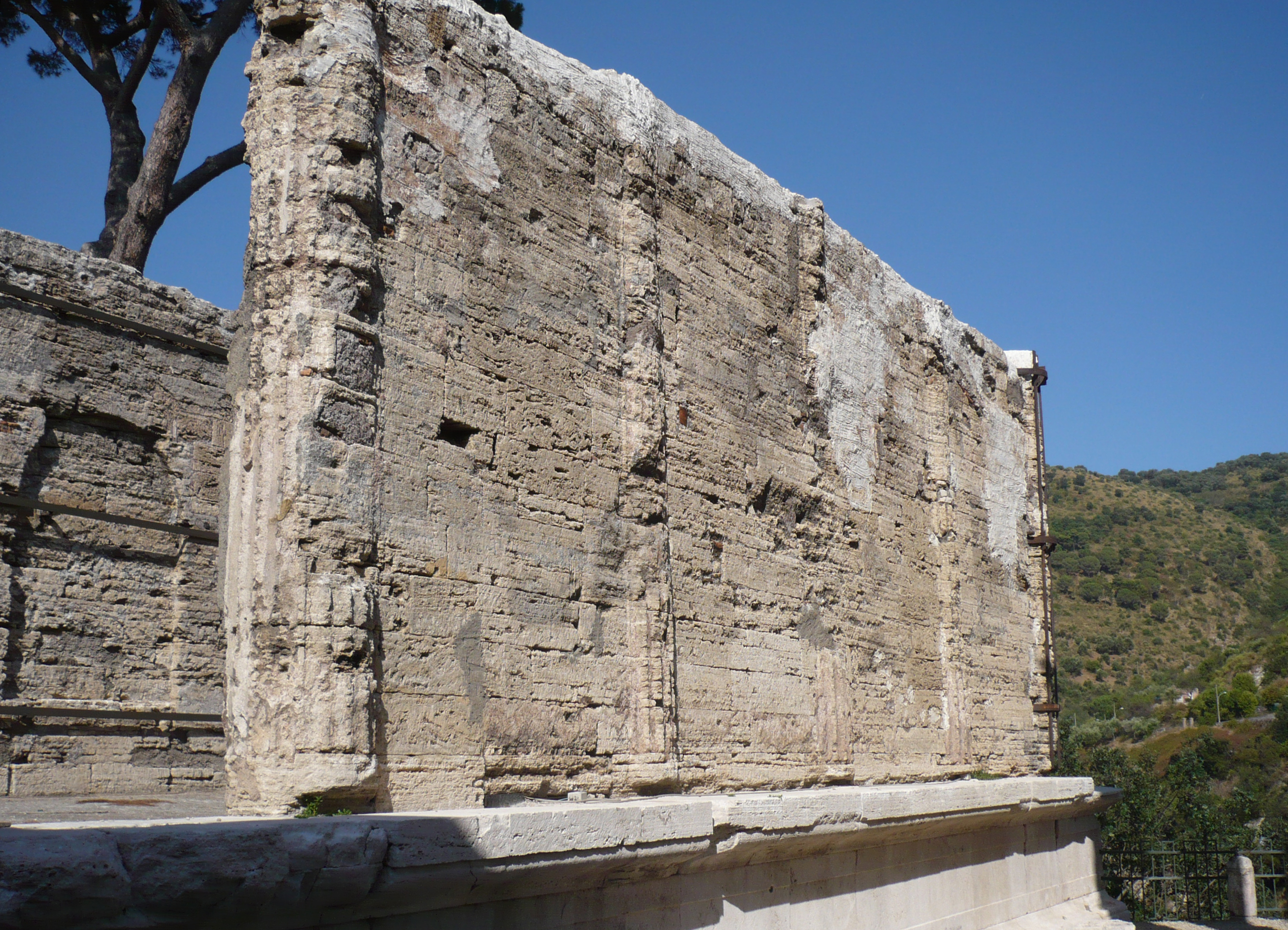
Rechte Seite des Tempels der Sibylle